# Heterophoxus nitellus
Heterophoxus nitellus är en kräftdjursart som beskrevs av J. L. Barnard 1960. Heterophoxus nitellus ingår i släktet Heterophoxus och familjen Phoxocephalidae. Inga underarter finns listade i Catalogue of Life.